# Santa Ana (Ayabaca)
Santa Ana es un caserío peruano ubicado en el distrito de Suyo, perteneciente a la provincia de Ayabaca del departamento de Piura, al norte del Perú. 

## Ubicación
Santa Ana se ubica al noroeste de la provincia de Ayabaca, en el distrito de Suyo, en el departamento de Piura.

## Demografía
En 2017 Santa Ana tenía una población de 601 habitantes.
| Gráfica de evolución demográfica de Santa Ana entre 1993 y 2017 |
|                                                                 |
| Fuentes: Población 1993 y 2017                                  |